# Witold Lutosławski
Witold Roman Lutosławski (tiếng Ba Lan phát âm: [vitɔld lutɔswafski], sinh ngày 25 tháng 1 năm 1913 - mất ngày 7 tháng 2 năm 1994) là một trong những nhà soạn nhạc lớn của châu Âu của thế kỷ 20, và là một trong những nhạc sĩ vĩ đại của Ba Lan trong suốt ba thập kỷ cuối cùng của mình. Witold Lutosławski cùng với Frédéric Chopin, Karol Szymanowski đã trở thành những nhà soạn nhạc nổi tiếng Ba Lan mọi thời đại. 
Ngoài sáng tác, Witold Lutosławski còn tham gia dàn dựng và chỉ huy. Ông bắt đầu quan tâm đến lĩnh vực này kể từ năm 1963, với việc chỉ huy chính tác phẩm của mình, "Ba bài thơ của Henri Michaux" soạn cho hợp xướng và dàn nhạc (viết năm 1961-1963). Ông đã làm nhạc trưởn ở các quốc gia Pháp (năm 1964), Tiệp Khắc (1965), Hà Lan (1969), Na Uy, Áo (1969), chỉ huy các dàn nhạc giao hưởng lớn như Los Angeles Philhamornic, San Francisco Symphony, BBC Symphony, London Sinfonietta, Archestre de Paris.
Witold Lutosławski là thành viên danh dự của Hội âm nhạc quốc tế đương đại, tiến sĩ danh dự của nhiều học viện âm nhạc tại Ba Lan và nhiều nước khác như Krakow, Warsaw, Torun, Chicago, Glasgow, Cambridge, Durham, Cleveland và thỉnh giảng tại các trường âm nhạc của Tanglewood, Darlington, Essen, Copenhagen, Stockholm... 
Ông đã giành được nhiều giải thưởng quốc tế, bao gồm cả giải thưởng Đại bàng trắng, giải thưởng vinh dự cao nhất của Ba Lan.

## Tiểu sử
Sinh ra tại Warsaw vào năm 1913, Witold Lutosławski đã bộc lộ tài năng âm nhạc từ rất sớm. Năm 1919, Witold Lutosławski bắt đầu những bài học violon đầu tiên với một cựu học trò của nghệ sĩ violon Joseph Joachim. Năm 1922, khi mới 9 tuổi, cậu bé Witold Lutosławski đã có chương trình biểu diễn đầu tiên trước công chúng. Với những năng khiếu rõ rệt này, từ năm 1928, cậu đã theo học tại Học viện âm nhạc Warsawa dưới sự hướng dẫn của nhà soạn nhạc Ba Lan Witold Maliszewski, một trong những học trò ưu tú của nhà soạn nhạc Nga Nikolay Rimsky–Korsakov và từng tham gia sáng lập Học viện Âm nhạc Odessa. Cũng cùng thời gian này, Witold Lutosławski còn theo học toán tại trường Đại học Tổng hợp Warsawa.
Witold Lutosławski qua đời ngày 7 tháng 2 năm 1994 và được chôn cất tại nghĩa trang Powazki.

## Các tác phẩm đáng chú ý[1]
- Những trò chơi ở Venice
- Concerto cho cello và dàn nhạc giao hưởng viết riêng cho Mstislav Leopoldovich Rostropovich
- Các bản giao hưởng số 3, số 4
- Concerto cho piano